# Ludovico de S. Martino di Venezia
Ludovico de S. Martino di Venezia (ur. ok. 1305 w Wenecji, zm. prawdopodobnie w grudniu 1386 w Genui) – włoski franciszkanin, teolog, generał zakonu w latach 1379–1383, kardynał. Na skutek pomylenia z XV-wiecznym biskupem Bergamo często przypisywane jest mu nazwisko Donati.

## Życiorys
Pochodził z parafii św. Marcina w Wenecji. Do zakonu franciszkańskiego wstąpił w Klasztorze Santa Maria dei Frari w Wenecji. Należał do Prowincji Weneckiej Zakonu Braci Mniejszych. Nieznana jest data jego święceń kapłańskich. Podczas kapituły generalnej w Strasburgu w 1361 tytułowany jest głównym lektorem studium w Pizie. Z promocji papieskiej był kolejno magistrem teologii (od 15 marca 1363), inkwizytorem w Wenecji, prokuratorem generalnym swojego zakonu. Został wybrany generałem zakonu podczas kapituły w Ostrzyhomiu w 1379. Papież Urban VI wyniósł go do godności kardynalskiej podczas konsystorza w dniu 21 września 1381. Był pierwszym kardynałem weneckim. W marcu 1382 został wysłany jako legat papieski do Neapolu. Wraz z kardynałami Bartolomeo Mezzavaca i Niccolò Caracciolo miał wpłynąć na Karola III z Durazzo, by ten nadał tytuł księcia papieskiemu bratankowi. Misja skończyła się fiaskiem. W styczniu 1385 kard. Ludovico został uwięziony w Nocera Umbra wraz z kardynałami Gentile di Sangro, Adam Easton, Bartolomeo de Coturno OFM i Marino Giudice. Purpuraci ci zostali oskarżeni o spisek i torturowani. Ludovico został ścięty, jak podają liczne źródła, w grudniu 1386. Ciało pochowano w kościele franciszkanów w Genui.

## Dzieła
Tylko niewielka część twórczości kard. Ludovico została opublikowana. Większość znajduje się w manuskryptach:
- Conciones et Orationes
- Litterae
- Liber Exhortationum ad Fratres
- Sermones de Tempore
- Commentarius in Septem Psalmos Poenitentiales